# Pediea
Pediea (en griego, Πεδιέας) es el nombre de una antigua ciudad griega de Fócide. 
Durante las guerras médicas fue uno de los lugares destruidos por las tropas persas de Jerjes I, en el año 480 a. C., junto a Eroco, Drimea, Caradra, Neón, Tritea, Tetronio, Elatea, Parapotamios, Anficea, Hiámpolis y Abas. En 395 a. C. fue una de las ciudades de Fócide cuyo territorio fue saqueado por los beocios.